# Mariä-Geburt-Kirche (Nowoekonomitschne)

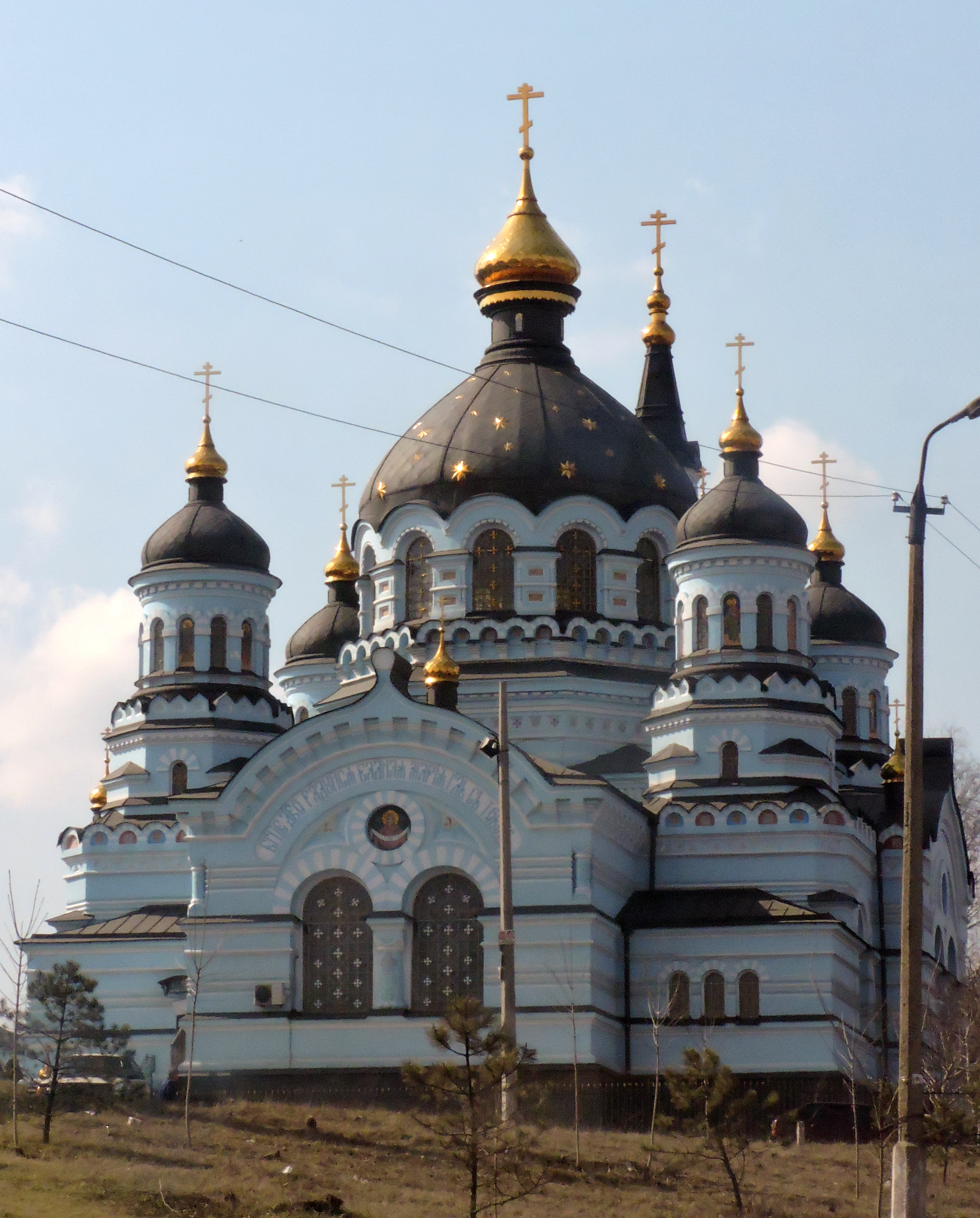
Mariä-Geburt-Kirche in Nowoekonomitschne (2015)

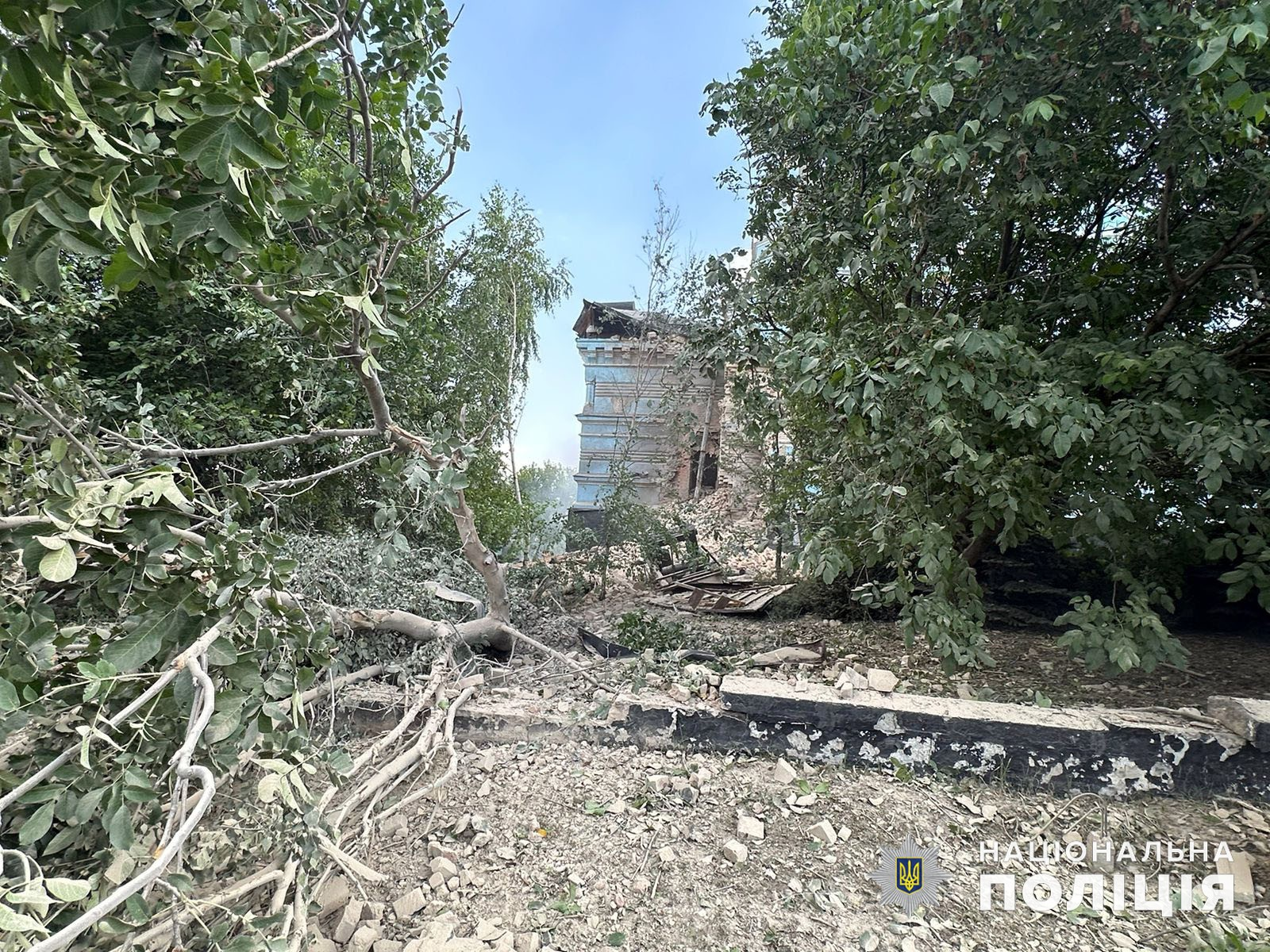
Ruine der Mariä-Geburt-Kirche in Nowoekonomitschne (2024)

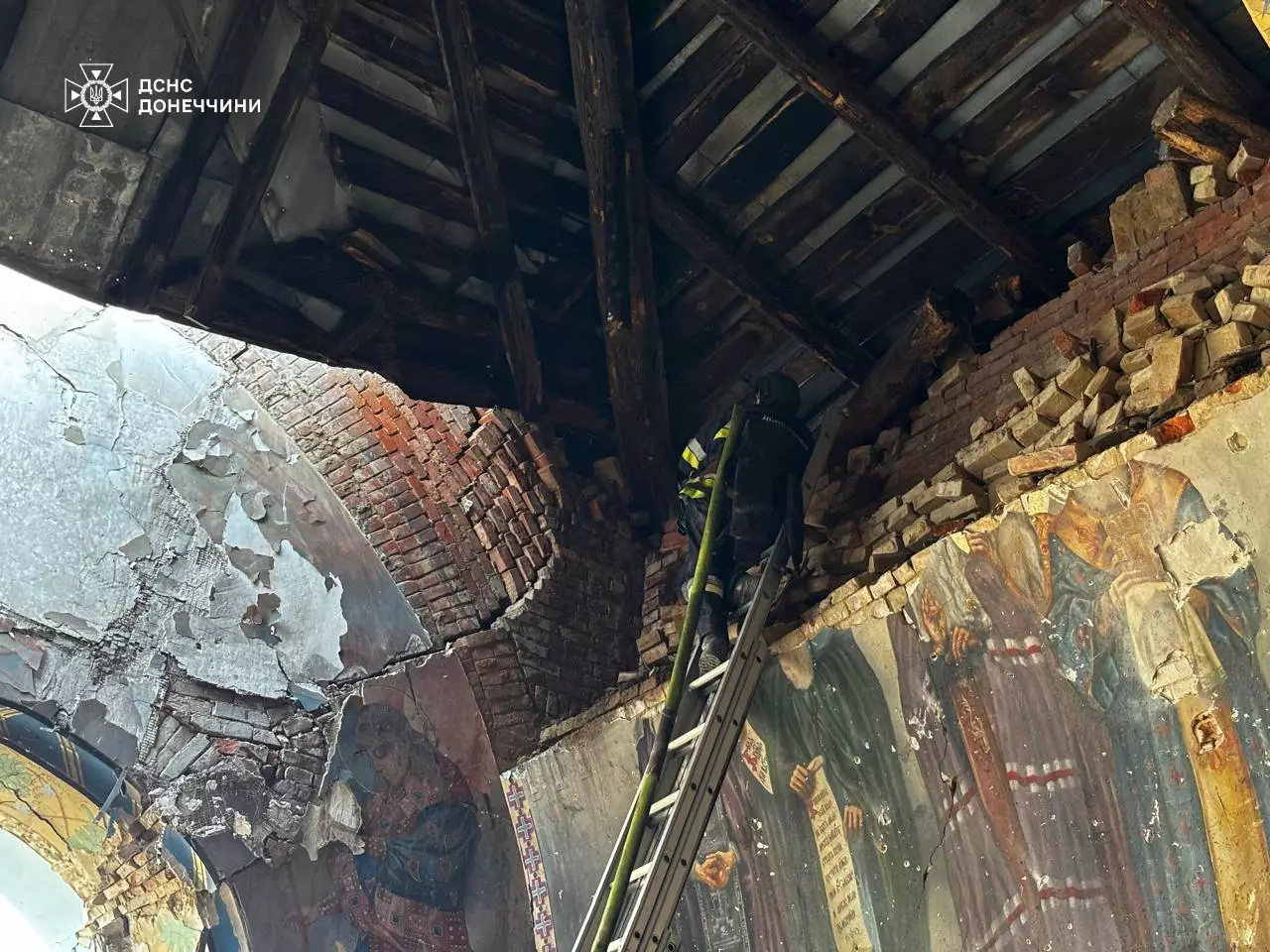
Schäden innen (2024)

Die Mariä-Geburt-Kirche (ukrainisch Церква Різдва Пресвятої Богородиці Zerkwa Risdwa Preswjatoj Bogorodyzi) im ukrainischen Nowoekonomitschne zählt zu den bekanntesten Kirchen des Rajon Pokrowsk. Sie gehört zur Ukrainisch-Orthodoxen Kirche Moskauer Patriarchats.

## Lage und Geschichte
Der Standort der ersten Kirche in der Mitte des Ortes an der Hauptverkehrsstraße soll aufgrund einer dort erfolgten Erscheinung gewählt worden sein. Diese alte Kirche von Nowoekonomitschne wurde in den Jahren von 1905 bis 1911 durch einen Neubau ersetzt, da sie für die anwachsende Einwohnerzahl nicht mehr ausreichte. Die Einweihung fand am 24. September 1911 durch den Bischof Simeon der Eparchie Katerynoslaw und Taganrog statt. Die alte Kirche wurde zerlegt und an das nahe Dorf Koptewe verkauft. Nach der Eroberung der Ukraine durch die Bolschewiki im Russischen Bürgerkrieg und der Eingliederung in die Sowjetunion wurde die Kirche im Jahr 1937 geschlossen. In der Folgezeit kam es zu Vandalismus und Diebstählen durch Komsomol-Mitglieder. So wurde der Turm mit einem Traktor eingerissen. Der Erzpriester wurde verhaftet und später ermordet. Eine kurze Zeit wurde die Kirche als Klub genutzt, dann verwandelte man sie in einen Getreidespeicher.
Während der deutschen Besatzung im Zweiten Weltkrieg wurde die Mariä-Geburt-Kirche ab 1941 zum Stall umfunktioniert, dann aber 1942 wieder für den Gottesdienst geöffnet. Zudem diente sie der Bevölkerung als Schutz gegen Luftangriffe. Nach dem Krieg blieb sie geöffnet. Im frühen 21. Jahrhundert wurde die Kirche saniert und 2008 der Turm wiederhergestellt. Während des russischen Überfalls auf die Ukraine geriet die Kirche mehrfach unter Beschuss: Am 9. Februar 2023 wurde der Eingangsbau des Friedhofs zerstört sowie Fenster der Kirche beschädigt und der Hausmeister verletzt. Am 8. Juli 2024 wurde die Kirche direkt getroffen. Bei dem Luftangriff wurde eine Ecke der Kirche zerstört und verschiedene Bereiche wurden beschädigt, darunter das Dach, Fenster und der Altar. Eine Wand stürzte ein und der Brand des Kirchendaches musste gelöscht werden. Einer der Feuerwehrmänner starb an den Folgen des Einsatzes. Die Wandmalereien der Gewölbe wurden ebenfalls beschädigt.

## Baubeschreibung
Während es sich beim Vorgängerbau um eine Holzkirche handelte, entschied man sich 1905 für die Erbauung einer Steinkirche im byzantinischen Stil. Die Gewölbe sollten sich an der Hagia Sophia orientieren. Der klassisch-kreuzförmige Bau besteht aus einem langgestreckten Kirchenschiff und einem Glockenturm über dem Narthex sowie Anbauten am Querschiff. Die dekorativen architektonischen Elemente schaffen eine Anlehnung an den pseudorussischen Stil der Zeit um 1900. Die horizontale Gliederung erfolgt u. a. durch Gesimse und Kokoschniks. Daneben wurden längliche Fensterbögen mit Archivolten, Säulen oder auch Halbsäulen verwendet. In den Kuppeln finden sich Darstellungen von Heiligen und Buntglasreihen. Der Innenraum ist großflächig mit Bibelszenen ausgemalt, die Wände schmücken Ikonen.
Auf dem Friedhof befindet sich das Grab der seligen Oleksandra, der die Gabe der Weissagung nachgesagt wurde, so dass Menschen es auch weiterhin besuchen und Hilfe erbitten.